# The Scotsman
The Scotsman — британська ліберальна газета, видається з 1817 року в Единбурзі. З 1855 року видавалася як тижневик, а з серпня 2004 року почала друкуватись майже кожен день окрім неділі. Власники газети постійно змінювались, так у 1953 році газету придбав канадський мільйонер Рой Томсон, а у 1995 році, за суму 85 мільйонів фунтів стерлінгів вона була придбана братами Девідом і Фредеріком Барклай. У грудні 2005 року The Scotsman було придбано за 160 мільйонів фунтів стерлінгів, її нинішнім власником стала компанія Johnston Press, яка в даний час є однією з трьох найкращих та найбільших місцевих видавців газет у Великій Британії.
У 2012 році The Scotsman була названа газетою року за версією Scotland on Sunday.
У 2014 The Scotsman сказала (Ні) у голосуванні на референдумі про незалежність Шотландії.